# Vallées occitanes
Ne pas confondre avec les Vallées arpitanes.

Carte des Vallées occitanes
A. Communes déclarées de langue occitane selon la loi 482/99
B. Communes déclarées partiellement de langue occitane selon la loi 482/99
C. Communes des Vallées occitanes non déclarées de langue occitane selon la loi 482/99
D. Communes déclarées de langue francoprovençale selon la loi 482/99
E. Communes declarées de langue française selon la loi 482/99
Autres limits
F. Communes italiennes du Marquisat de Dolceacqua et autres dépendances du Comté de Nice
G. Limite approximative des Vallées occitanes
H. Limite de la langue occitane selon l’IRES du Piémont, lorsqu’elle diffère
I. Limite de la langue occitane selon l’Institut d'études occitanes, lorsqu’elle diffère
J. Limite nord de l’aire brigasque-royasque
K. Limite approximative de la langue occitane
L. Limite approximative de l’ancien occitan
M. Limite du Comté de Nice
N. Limite de l'ancien département des Alpes Maritimes (1793-1814)
O. Limite de l'ancienne province de Nice (1859-1860)
P. Limite orientale de la non-diphtongaison
Q. Limite orientale de /bew/ vs /biw/

Les Vallées occitanes, en occitan Valadas occitanas, en italien Valli occitane, sont des vallées alpines du Piémont et de Ligurie de langue occitane dans sa variante vivaro-alpine.
Elles constituent avec Guardia Piemontese la partie de l’Occitanie située en Italie. Elles correspondent au versant oriental des Alpes du Sud (en Italie) et sont étroitement reliées, sur les plans linguistique et culturel, au versant ouest (pays gavot, en France).

## Langue
La variété d’occitan qui y est pratiquée est le vivaro-alpin. Ce dialecte s’étend des vallées Occitanes à l’est jusqu’à Yssingeaux à l’ouest. Il est également parlé à Guardia Piemontese et dans les colonies vaudoises. 
En 1984 naissance de Radio Beckwith Evangelica, une radio italienne de l'Église évangélique vaudoise.

## Population
La population de ces vallées est estimée à 174 476 habitants (2013), dont 47 000 ont une compétence active et 21 000 une compétence passive de la langue.

## Composition du territoire
Sur le plan administratif, les vallées occitanes, qui ne constituent ni une entité ni une collectivité territoriale, sont partagées entre la région du Piémont (cité métropolitaine de Turin et province de Coni) et celle de Ligurie (province d'Imperia). 
Les vallées occitanes se composent des communes et villages suivants:
1 : communes qui ont déclaré leur appartenance, au sens de la loi italienne 482/99, à la minorité linguistique historique occitane
2 : communes qui ont déclaré leur appartenance, au sens de la loi italienne 482/99, à la minorité linguistique historique française

### Province de Turin[13]
| Haute vallée de Suse (Auta Val Dueira ou Val d’Ors en occitan) |                 |                |
| Nom italien                                                    | Nom français    | Nom occitan    |
| Bardonecchia1                                                  | Bardonnèche     | Bardonescha    |
| Cesana Torinese1                                               | Césane          | Cesanna        |
| Chiomonte1                                                     | Chaumont        | Chaumont       |
| Claviere1                                                      | Clavières       | Las Clavieras  |
| Exilles1                                                       | Exilles         | Insilha        |
| Oulx1,2                                                        | Oulx            | Ors            |
| Salbertrand1                                                   | Salbertrand     | Salbertrand    |
| Sauze di Cesana1                                               | Sauze de Césane | Saouze Cesanna |
| Sauze d'Oulx1                                                  | Sauze d'Oulx    | Saouze d'Ols   |
| Sestriere1                                                     | Sestrières      | Sestrieras     |

| Val Cluson (Val Chisone) |                          |                       |
| Nom italien              | Nom français             | Nom occitan           |
| Fenestrelle1,2           | Fenestrelle              | Finistrèlas           |
| Inverso Pinasca1,2       | Envers Pinache           | L'Envèrs de Pinascha  |
| Perosa Argentina1,2      | Pérouse                  | Peirosa               |
| Pinasca1,2               | Pinache                  | Pinascha              |
| Pomaretto1,2             | Pomaret                  | Pomaret               |
| Porte1                   | Porte                    | Las Pòrtas            |
| Pramollo1,2              | Pramol                   | Praamòl               |
| Pragelato1               | Pragela                  | Prajalats             |
| Roure1,2                 | Roure                    | Roure                 |
| San Germano Chisone1,2   | Saint-Germain sur Cluson | Sant German de Cluson |
| Usseaux1,2               | Usseaux                  | Usseaus               |
| Villar Perosa1,2         | Grand-Villars            | Lhi Vialars           |

| Val Germanasca ou Val Saint-Martin (Valle Germanasca) |              |             |
| Nom italien                                           | Nom français | Nom occitan |
| Massello1                                             | Massel       | Massèl      |
| Perrero1,2                                            | Le Perrier   | Perier      |
| Prali1                                                | Pral         | Praal       |
| Salza di Pinerolo1                                    | Salze        | Salso       |

| Villages en amont de Pignerol (Pinerolese Pedemontano) |                          |                   |
| Nom italien                                            | Nom français             | Nom occitan       |
| Campiglione-Fenile                                     | Campion                  | Campilhon e Fenil |
| Cantalupa                                              | Chantelouve              | Chantaloba        |
| Frossasco                                              | Frussac                  | Frussasc          |
| Pinerolo                                               | Pignerol                 | Pineròl           |
| Prarostino1                                            | Prustin                  | Prarustin         |
| Roletto                                                | Rolet                    | Rolei             |
| San Pietro Val Lemina                                  | Saint-Pierre             | Sant Pèire        |
| San Secondo di Pinerolo1                               | Saint-Second de Pignerol | Sant Second       |

| Val Pélis (Val Pellice) |                    |                   |
| Nom italien             | Nom français       | Nom occitan       |
| Angrogna1,2             | Augrogne           | Angruenha         |
| Bibiana1,2              | Bibian             | Bibiana           |
| Bricherasio1            | Briqueras          | Bricairàs         |
| Bobbio Pellice1,2       | Bobbi              | Buebi             |
| Luserna San Giovanni1,2 | Lucerne Saint-Jean | Lusèrna Sant Joan |
| Lusernetta1             | Luserne            | Luserneta         |
| Rorà1                   | Rora               | Rourà             |
| Torre Pellice1,2        | La Tour            | La Toure de Pèlis |
| Villar Pellice1,2       | Villars            | Lo Vilar de Pèlis |

### Province de Coni[14]
plaine Padane
- Barge1 (Barge)
- Bagnolo Piemonte (Banhòl)
- Envie1 (Envie)
- Revello1 (Revèl)

vallée du Pô (Val Pô)
- Brondello1 (Brondèl)
- Castellar1 (Castelar)
- Crissolo1 (Criçòl)
- Gambasca1 (Gambasca)
- Martiniana Po (Martinhana)
- Oncino1 (Oncin)
- Ostana1 (Ostana)
- Paesana1 (Paisana), piemontophone[15]
- Pagno1 (Panh)
- Rifreddo (Rifred)
- Sanfront1 (Sant Frònt)

vallée de la Varaita (Val Varacha)
- Bellino1 (Blins o Belins)
- Brossasco (Brossasc)
- Châteaudauphin1 (Chastèldalfin)
- Frassino1 (Fraisse)
- Isasca1 (Isascha)
- Melle1 (Lo Mèl)
- Piasco (Peasc)
- Pontechianale1 (Pont e la Chanal)
- Rossana (Rossana)
  - Lemma di Rossana  (Lemma)
- Sampeyre1 (Sant Pèire)
- Valmala1 (Valmala)
- Venasca1 (Venascha ou Venaissa)

vallée de la Maira (Val Maira)
- Acceglio1 (Acelh)
- Busca (Buscha), piemontophone[15]
- Canosio1 (Chanuelhas)
- Cartignano1 (Cartinhan)
- Celle di Macra1 (Cèlas)
- Dronero1 (Draonier)
- Elva1 (Elva)
- Macra1 (L'Arma)
- Marmora1 (La Màrmol)
- Prazzo1 (Prats)
- Roccabruna1 (La Ròca)
- San Damiano Macra1 (Sant Damian)
- Stroppo1 (Estròp)
- Villar San Costanzo1 (Lou Vilar)

vallée de la Grana (Val Grana)
- Bernezzo1 (Bernès)
- Caraglio1 (Caralh), piemontophone
- Castelmagno1 (Chastèlmanh)
- Cervasca1 (Cervasca)
- Montemale di Cuneo1 (Montomal)
- Monterosso Grana1 (Montrós)
- Pradleves1 (Pradievi)
- Valgrana1 (Valgrana)
- Vignolo1 (Vinhòl)

vallée de la Stura (Val d'Estura)
- Aisone1 (Aison)
- Argentera1 (L'Argentiera)
- Demonte1 (Demont)
- Gaiola1 (Gaiòla)
- Moiola1 (Moiòla)
- Pietraporzio1 (Pèirapuerc)
- Rittana1 (Ritana)
- Roccasparvera1 (La Ròca)
- Sambuco1 (Sambuc)
- Valloriate1 (Valàuria)
- Vinadio1 (Vinai)

vallée du Gesso (Val Ges)
- Borgo San Dalmazzo1 (Lo Borg o Lo Borg Sant Dalmatz), devenu piemontophone de longue date
- Entracque1 (Entraigas)
- Roaschia1 (Roascha)
- Roccavione1 (Rocavion)
- Valdieri1 (Vaudier)

vallée de la Vermenagna (Val Vermenanha)
- Limone Piemonte1 (Limon)
- Robilante1 (Robilant)
- Vernante1 (Lo Vernant)

Vallées de la Bisalta (Besimauda)
Vallée considérée de langue piémontaise par les spécialistes,.
- Boves1 (Bueves)
- Chiusa di Pesio1 (La Clusa)
- Peveragno1 (Poranh)

Vallée du Quiè ou Kyé (ou vallées monregalesi)
Le rattachement aux communes occitanophones est sujet à débat, et serait plutôt une vallée de parler archaïque piémontais,.
- Frabosa Soprana1 (Frabosa Sobrana)
- Frabosa Sottana1 (Frabosa Sotana)
- Roburent1
- Roccaforte Mondovì1 (Ròcafòrt)
- Villanova Mondovì1 (Vilanòva)

Haute vallée du Tanaro
- Briga Alta où l'on parle brigasque et non occitan[18]
- Ormea (village de Viozene, Viosena) (brigasque également)[18]

### Province d'Imperia
Les zones de parler royasque, traditionnellement rattachées à la haute vallée de la Roya, traversant la frontière franco-italienne, ont déclaré leur appartenance à la minorité linguistique occitane: il s'agit du pays Brigasque et de la commune d'Olivetta San Michele, où l'on parle des dialectes plus proches du ligurien alpin que de l'occitan, qui bénéficient ainsi des dispositions de la loi italienne:
- Olivetta San Michele
- Triora (seulement pour les villages de Realdo, Reaud et Verdeggia, Verdeja)

## Villes
Les villes principales des Vallées occitanes sont Borgo San Dalmazzo, Busca, Boves Saluzzo et Dronero. La célèbre station de ski de Sestrières et la capitale religieuse de Torre Pellice (église vaudoise) se trouvent également dans ces vallées.